# Prvenstvo ZNP 1925-1926
Il Prvenstvo Zagrebačkog nogometnog podsaveza 1925./26. (it. "Campionato della sottofederazione calcistica di Zagabria 1925-26") fu la settima edizione del campionato organizzato dalla Zagrebački nogometni podsavez (ZNP), la tredicesima in totale, contando anche le 4 edizioni del Prvenstvo grada Zagreba (1918-1919) e le 2 del campionato di Regno di Croazia e Slavonia (1912-1914, composto esclusivamente da squadre di Zagabria).
Il torneo, chiamato 1/A razred, fu vinto dal Građanski Zagabria, al suo quinto titolo nella ZNP, l'ottavo in totale.
Il campionato era diviso era diviso fra le squadre di Zagabria città (divise in 5 divisioni chiamate razred) e quelle della provincia (divise in varie parrocchie, župe). La vincitrice della 1. razred veniva ammessa al Državno prvenstvo (il campionato nazionale) ed inoltre disputava la finale sottofederale contro la vincente del campionato provinciale.

## Classifica
|                   | Pos. | Squadra              | Pt | G  | V | N | P | GF | GS | QR    |
| ----------------- | ---- | -------------------- | -- | -- | - | - | - | -- | -- | ----- |
|                   | 1.   | Građanski Zagabria   | 17 | 10 | 8 | 1 | 1 | 53 | 16 | 3,312 |
|                   | 2.   | Concordia Zagabria   | 15 | 10 | 7 | 1 | 2 | 27 | 19 | 1,421 |
|                   | 3.   | HAŠK Zagabria        | 14 | 10 | 7 | 0 | 3 | 45 | 21 | 2,142 |
|                   | 4.   | Željezničar Zagabria | 7  | 10 | 2 | 3 | 5 | 19 | 33 | 0,575 |
|                   | 5.   | Croatia Zagabria     | 6  | 10 | 2 | 2 | 6 | 14 | 28 | 0,500 |
|                   | 6.   | Šparta Zagabria      | 1  | 10 | 0 | 1 | 9 | 8  | 49 | 0,163 |
| Fonte: exyufudbal |      |                      |    |    |   |   |   |    |    |       |

Legenda:
      Campione di Zagabria e qualificato al Državno prvenstvo 1926.
  Partecipa agli spareggi.
      Retrocessa nella divisione inferiore.
Note:
Due punti a vittoria, uno a pareggio, zero a sconfitta.

## Risultati

### Tabellone
|                   | Gra  | Con  | HAŠ  | Žel  | Cro  | Špa  |
| ----------------- | ---- | ---- | ---- | ---- | ---- | ---- |
| Građanski         | –––– | 9-2  | 4-1  | 8-1  | 5-1  | 3-3  |
| Concordia         | 1-0  | –––– | 4-3  | 2-2  | 2-0  | 7-0  |
| HAŠK              | 3-6  | 3-2  | –––– | 6-2  | 4-0  | 8-0  |
| Željezničar       | 2-4  | 0-1  | 0-9  | –––– | 1-1  | 3-0  |
| Croatia           | 0-2  | 2-4  | 2-6  | 2-2  | –––– | 2-1  |
| Šparta            | 2-12 | 0-2  | 1-2  | 0-6  | 2-4  | –––– |
| Fonte: exyufudbal |      |      |      |      |      |      |

### Calendario
| Data              | Partita                 | Ris.                                                              |
| ----------------- | ----------------------- | ----------------------------------------------------------------- |
| 20.09.1925        | Građanski - Šparta      | 3–3                                                               |
| 20.09.1925        | HAŠK - Željezničar      | 6–2                                                               |
| 20.09.1925        | Concordia - Croatia     | 2–0                                                               |
| 27.09.1925        | Građanski - Concordia   | 0–1                                                               |
| 27.09.1925        | Croatia - Željezničar   | 2–2                                                               |
| 27.09.1925        | HAŠK - Šparta           | 8–0                                                               |
| 04.10.1925        | Građanski – Željezničar | 8–1                                                               |
| 04.10.1925        | Concordia – Šparta      | 7–0                                                               |
| 11.10.1925        | HAŠK - Concordia        | 3–2                                                               |
| 11.10.1925        | Željezničar – Šparta    | 3–0                                                               |
| 18.10.1925        | HAŠK - Croatia          | 4–0                                                               |
| 18.10.1925        | Concordia - Željezničar | 2–2                                                               |
| 25.10.1925        | Šparta - Croatia        | 2–4                                                               |
| 01.11.1025        | Građanski - Croatia     | 5–1                                                               |
| 29.11.1925        | Građanski - HAŠK        | 4–1                                                               |
| 07.03.1926        | Croatia - Šparta        | 2–1                                                               |
| 07.03.1926        | Građanski - Concordia   | 9–2                                                               |
| 07.03.1926        | HAŠK - Željezničar      | 9–0                                                               |
| 14.03.1926        | HAŠK - Šparta           | 2–1                                                               |
| 14.03.1926        | Concordia - Željezničar | 1–0                                                               |
| 21.03.1926        | Concordia - Croatia     | 4–2                                                               |
| 21.03.1926        | HAŠK - Građanski        | 3–6                                                               |
| 21.03.1926        | Željezničar - Šparta    | 6–0                                                               |
| 28.03.1926        | Građanski - Željezničar | 4–2                                                               |
| 28.03.1926        | Concordia - Šparta      | 2–0                                                               |
| 28.03.1926        | HAŠK - Croatia          | 6–2                                                               |
| 11.04.1926        | Željezničar - Croatia   | 1–1                                                               |
| 11.04.1926        | Građanski - Šparta      | 12–2                                                              |
| 18.04.1926        | HAŠK - Concordia        | 3–4                                                               |
| 18.04.1926        | Građanski - Croatia     | 2–0 (interrotta al 17º minuto sullo 0–0, continuata il 25 aprile) |
| Fonte: exyufudbal |                         |                                                                   |

## Provincia

### I župa— Sussak
```
Semifinale:    Viktorija Sušak - 
Orijent
                 4-2												
Finale:        Viktorija Sušak - Val Crikvenica          ritiro Val
```

### II župa— Karlovac
```
Semifinali:    Olimpia Karlovac - 
ŠK Karlovac
            2-1												
               Građanski Karlovac - Graničar Ogulin     12-0												
Finale:        Građanski Karlovac - Olimpia Karlovac     3-0
```

### III župa— Brod
```
Primo turno:   
Marsonia
 - Željezničar Slavonski Brod            ritiro Željezničar
               Proleter Slavonski Brod - Tvank Slavonski Brod   ritiro Tvank
Semifinale:    
Marsonia
 - Proleter Slavonski Brod               6-2												
Finale:        
Marsonia
 - Dobor Derventa                       11-0
```

### IV župa— Varaždin
```
Finale:        VŠK Varaždin - 
ČSK Čakovec
	         2-0
```

### V župa— Bjelovar
```
Finale:        Viktorija Koprivnica - 
BGŠK Bjelovar
      0-5
```

### VI župa— Sisak
```
Finale:        Željezničar Sisak - 
Segesta
               ritiro Segesta
```

### VII župa— Banja Luka e Doboj
```
Primo turno:   
Krajišnik
 - Željezničar Banja Luka          10-0												
               
Sloboda B. Novi
 - Meteor Bosanska Krupa      ritiro Meteor
               Konkordija N. Topola - Kozara G. Podgarci    1-0												
Secondo turno: 
Krajišnik
 - MŠK Zmaj Banja Luka              5-1												
               Konkordija N. Topola - Karađorđe B. Gradiška 0-1												
Semifinali:    
Krajišnik
 - Karađorđe Bosanska Gradiška     12-1												
               Slavija Prijedor - 
Sloboda B. Novi
           ritiro Sloboda
Finale:        Slavija Prijedor - 
Krajišnik
                 1-0
```

### VIII župa— Daruvar
```
Finale:        Graničar Ivanić-Grad - DONK Daruvar       ritiro Daruvar
```

### Finali provinciali
```
Primo turno:   Građanski Karlovac - Željezničar Sisak    2-3												
               
BGŠK Bjelovar
 - Graničar Ivanić-Grad      ritiro Graničar
Secondo turno: 
BGŠK Bjelovar
 - VŠK Varaždin              4-0												
               
Marsonia
 - Željezničar Sisak              5-4												
Semifinali:    
BGŠK Bjelovar
 - Viktorija Sušak           5-0												
               
Marsonia
 - Slavija Prijedor               ritiro Slavija
Finale:        
BGŠK Bjelovar
 - 
Marsonia
                  7-6
```

## Finale sottofederale
| Squadra 1          | Risultato      | Squadra 2      |                       |
| ------------------ | -------------- | -------------- | --------------------- |
| 20 giugno 1926     | 20 giugno 1926 | 20 giugno 1926 | Marcatori             |
| Građanski Zagabria | 11 – 0         | Bjelovar       | Mantler 7, Vragović 4 |